# Agrilus utahensis
Agrilus utahensis es una especie de insecto del género Agrilus, familia Buprestidae, orden Coleoptera.
Fue descrita científicamente por Westcott in Nelson & Westcott, 1991.